# マデシ

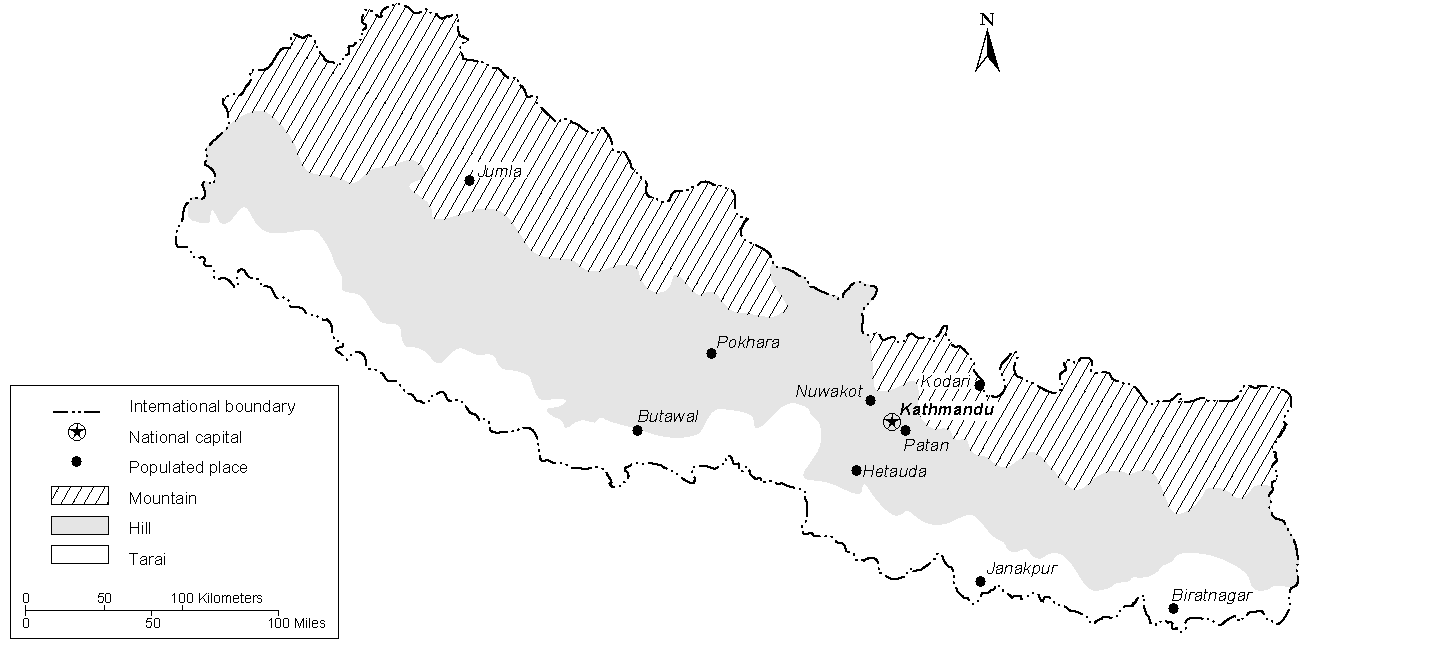
ネパールの地理区分。北から山岳部、丘陵地帯、平野部（テライまたはマデス）。

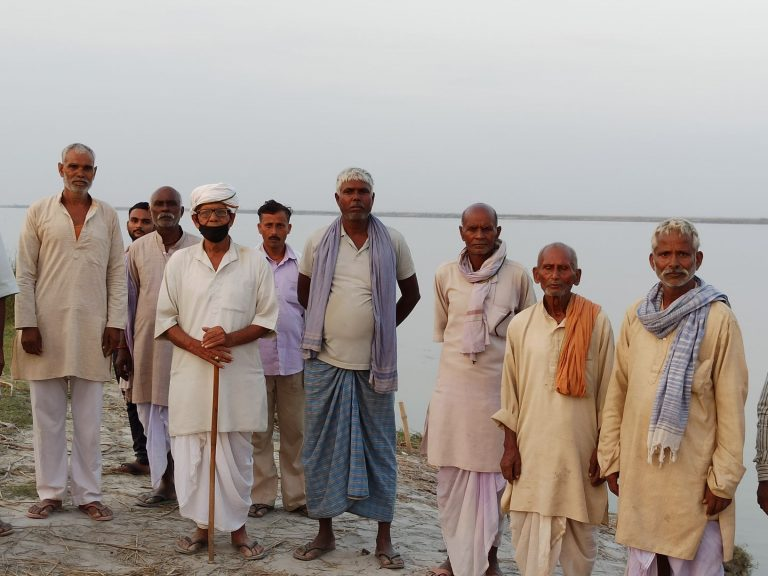
マデシの人々

マデシ（ネパール語: मधेशी、英: Madhesh）は、ネパール南部に東西に広がる「マデス」、「タライ」または「テライ」と呼ばれる細長い平原地帯に住む人々。ネパール語を用いるパハールの人々たちによって、出生地や居住地に関係なく、母語がネパール語でないネパール人を指す政治的な侮蔑語としても使われている。
国土面積の17%、人口の48%を占め、1100万人が住む。土地は肥沃である。南はインドに接する。
文化的には北インドに近い。言語的にはマイティリー語、ボージュプリー語、アワディー語など北インドの言葉が話され、共通語としてヒンディー語が話される。
また、カースト制度も丘陵部と違って、インドの制度に近い。バラトプル、ビラートナガル、ダーラン、ビールガンジなど、人口の大きな都市が多い。ネパールで最長の国道、マヘンドラ・ハイウェイが東西に通じている。

## 語源
「マデシ（Madhesh）」という言葉は、サンスクリットで中央の国を意味する「マッディャ・デシュ（मध्य देश、madhya desh）に由来すると考えられている。これは通常はヒマラヤ山脈とヴィンディヤ山脈の間に位置する地域を指すが、ネパールの文脈においては、「マデシ」はシワリク丘陵の南に位置するテライ地方のマデシ州を指す 

## マデシ運動
近年、「マデシ運動」が活発化している。マデス地方の人々への差別の撤廃、ネパール国内での自治権の拡大、議会における議席の拡大などを要求している。さまざまな団体が活動しており、中には民主テライ解放戦線のような武装組織も含まれている。
穏健派は連邦制の導入を求めており、一方、急進派は分離独立を求めている。マデシ人権フォーラム（MJF）は有力な団体の一つで、この運動では大量の群衆が権利を求めて街頭活動を行い、それにより、約40名の死者を出している。
2008年、2月9日、マデシ人権フォーラム、友愛党、タライ・マデシ民主党は「統一民主マデシ戦線」を結成した。戦線は6つの要求を提示した。その中にはマデシ自治国の設立、自決権、比例代表制、国軍へのマデシ人の採用が含まれていた。戦線は2月11日から12日にかけて抗議行動を表明し、2月13日から無期限のストライキに入った。ストは16日間続き、カトマンズ盆地を物資不足に陥れた。政府は譲歩し、ストは収まった。
マデシ人権フォーラムは2008年4月10日の制憲議会選挙に政党として参加し、52議席を獲得して第4党に進出している。また、同じくマデシの地域政党であるタライ・マデシ民主党は20議席、友愛党は9議席を獲得し、議会のなかで有力な勢力となっている。
2008年5月28日の制憲議会では連邦制の採用が議決された。現在、マデシ系諸政党は制憲議会で一つのマデシとしてインド国境地帯全体に細長い一つの自治区をつくることを強く主張しているが、これには、同じタライ地方の先住民族であるタルー族が反対しており、毛派や統一共産党もこの主張には反対している。
2008年7月19日選出された副大統領パラマーナンダ・ジャーはマデシ人権フォーラムの出身であり、また7月21日選出されたネパール会議派出身のラーム・バラン・ヤーダブ大統領もまたマデシ出身である。
ジャー副大統領は就任の宣誓式をヒンディー語で行い、非マデシ系のネパール人から激しい抗議を受けた。ついには自宅に爆弾が投げ込まれ警備に当たっていた警察官が負傷する事態になった。
2008年8月31日に実質的に発足したプラチャンダ内閣にはマデシ人権フォーラムが外務大臣（ウペンドラ・ヤーダブ）を含む4閣僚を入閣させ、友愛党からも党首のラジェンドラ・マハトが入閣している。

## ヒ素汚染
テライ平原の浅井戸にはヒ素が多く含まれており、これを飲用とした住民にヒ素中毒者が出ている。これはヒマラヤの岩石に含まれるヒ素が溶出しているもので、ガンジス川下流域にあたるインド・ベンガル地方およびバングラデシュでも飲用水によるヒ素中毒蔓延の原因となっている。
2004年にネパール政府機関とNGOによって発行された調査書によれば、テライ平原には約80万本の浅井戸があり、そこからサンプリングされたうちの7.4％がネパールの基準値である0.05mg/lを超えており（WHOのガイドライン0.01mg/lでは23.7％）、深さ10m～30mの井戸で砒素の濃度が高かったと報告された。これはテライ平原に住む5.4％が、ネパールの基準値を超す砒素汚染水を飲用していることを示している。
2007年～2008年にかけてテライ平原20郡にある112万すべての井戸調査が行われ、調査後の2008年～2009年にかけては中毒対策研修の実施、代替水源（雨水利用、深井戸、表層水など）の提案と建設、家庭用バイオサンドフィルターの配布などの砒素対策が実施された。2010年以降も設備設置やJICAなどの協力を得て中毒防止のための啓蒙活動が継続されている。